# João Pedro Pereira Silva
João Pedro Pereira Silva, noto solo come João Silva (Santo Tirso, 21 maggio 1990), è un calciatore portoghese, attaccante del Lourosa.

## Carriera

### Club

#### L'esordio e l'approdo all'Everton
Cresce calcisticamente nel Desportivo Aves, dove viene promosso in prima squadra nel luglio del 2009. Nella Segunda Liga portoghese segnerà 14 reti in 29 presenze, quindi si trasferisce all'Everton per 700.000 euro. Nei primi sei mesi in Inghilterra il giocatore non trova spazio in prima squadra, venendo utilizzato in tre spezzoni di partita nel campionato riserve inglese e successivamente non viene convocato per il resto delle partite.

#### I prestiti al Leiria e al Setubal
Nel mercato di gennaio si trasferisce in prestito all'Uniao Leiria, squadra portoghese con la quale debutterà in Primeira Liga e con cui segnerà 4 gol in 12 presenze. Rientrato all'Everton, nell'agosto del 2011 torna nuovamente in prestito nella massima serie portoghese, questa volta nel Vitória Futebol Clube. Dopo 2 gol e un assist nelle prime due giornate di campionato, il giocatore perderà il posto da titolare trovando sempre meno spazio in squadra, concludendo anticipatamente a gennaio la sua nuova avventura in Portogallo con 3 gol in 16 presenze, segnati tutti di testa.

#### Il ritorno all'Everton e il trasferimento al Levski Sofia
Dopo il termine del prestito viene impiegato fino alla fine della stagione nella formazione riserve dell'Everton, dove segnerà 2 gol in 7 presenze. Terminata la stagione, il 10 luglio 2012 il suo cartellino verrà ceduto per 400.000 euro alla formazione bulgara del PFC Levski Sofia, squadra nel quale riesce a giocare, seppur partendo quasi sempre dalla panchina, 31 partite tra campionato, coppa e turni preliminari di Europa League, timbrando il cartellino per 8 volte. Inizialmente confermato per la stagione 2013-2014, il giocatore viene successivamente licenziato assieme ad altri quattro compagni dal direttore esecutivo della società bulgara a causa di alcune brutte prestazioni che hanno fatto partire in sordina il Levski Sofia.

#### Bari e Palermo
Svincolatosi dalla sua precedente squadra, la società italiana del Bari ne ufficializza l'ingaggio il 31 agosto 2013, esordendo il giorno stesso in Serie B, subentrando a Marco Ezio Fossati nella partita tra i biancorossi e il Brescia. Il 13 ottobre 2013 segna il suo primo gol con la maglia biancorossa nella partita casalinga contro il Crotone. Conclude la stagione con 8 gol.
Dopo 2 presenze in Coppa Italia, il 1º settembre Bari e Palermo si accordano per il trasferimento del calciatore perfezionandolo 33 secondi dopo la chiusura della sessione di calciomercato (ore 23), pertanto l'operazione non viene convalidata dalla Lega Calcio. Quindi le due società coinvolte presentano ricorso che viene accolto perché «sono validi tutti i trasferimenti conclusi entro le 23.00 e 59″», e così il giorno successivo João Silva si trasferisce a titolo definitivo in maglia rosanero firmando un contratto triennale in cambio di 500.000 euro (più un altro milione in caso di raggiungimento della 20ª presenza). Il 24 settembre seguente esordisce nella massima serie e in maglia rosanero in Napoli-Palermo (3-3) della quarta giornata della Serie A 2014-2015, entrando in campo al 62' al posto di Paulo Dybala.

#### Ritorno in patria
Il 26 agosto 2015 rescinde il contratto con il Palermo e passa al Paços de Ferreira. Con i portoghesi scende in campo 14 volte, tra campionato e coppe, realizzando un gol nella Coppa di Lega. Il 25 gennaio 2016 rescinde il contratto.

#### Avellino
Il 29 gennaio 2016 viene acquistato a titolo definitivo dall'Avellino sottoscrivendo un contratto fino al 30 giugno 2016, con opzione di rinnovo per le successive due stagioni. Fa il suo esordio in biancoverde, contro il Cagliari, il giorno stesso della sua ufficializzazione subentrando al 34' della ripresa a Davide Biraschi. Il 30 aprile segna la sua unica rete con la maglia biancoverde in occasione della vittoriosa trasferta di Lanciano.

#### Salernitana
Il 24 agosto 2016 si accorda con la Salernitana sottoscrivendo un contratto fino al 2018 . Esordisce in granata nella prima giornata di campionato contro lo Spezia, subentrando all'86' a Massimo Coda .

#### Ritorno in Portogallo
Il 31 agosto 2017, dopo aver totalizzato 20 presenze in campionato con il precedente club, tornerà in Portogallo firmando per il CD Feirense. Con il club, segnerà solamente 13 reti in competizioni ufficiali in due anni, non riuscendo a salvare la squadra dalla retrocessione.

#### Approdo in Cina
Il 31 luglio 2019, approderà per la prima volta in Cina, sovrascrivendo un contratto per il Nantong Zhiyun. Inizierà benissimo con il club, segnando sei reti i cinque gare ufficiali, lasciando tutti stupefatti. Il 28 dicembre 2020, viene annunciato che il giocatore non avrebbe rinnovato il contratto con il club, e che sarebbe rimasto svincolato a gennaio.
Il 12 aprile 2021, firma per lo Zibo Cuju,, militante nella Jia-A League, la seconda serie del campionato cinese. Questa esperienza sarà totalmente negativa per il giocatore, che andrà a segno per sole due volte in tre mesi.
Il 26 luglio 2021, sarà ceduto all'Hebei China Fortune a titolo gratuito. Tuttavia, lascerà il club a gennaio con l'amaro in bocca, senza aver segnato una sola rete in dieci presenze di campionato.

#### Nuovo ritorno in Portogallo
A settembre 2022, Silva torna in campo dopo nove mesi da svincolato, firmando per l'Estrela Amadora. Il suo ritorno in patria è stato di grande successo, visto che il portoghese ha segnato quattro reti in nove gare disputate, riprendendo gli stati di forma che aveva al Desportivo das Aves.

### Nazionali
João Silva ha dei precedenti con la Nazionale portoghese, avendo giocato 3 partite con la Selezione Under-20 esordendo contro la Bielorussia il 14 maggio 2010, e 15 partite con l'Under-21, segnando 3 gol. L'esordio con quest'ultima è avvenuto il 3 settembre 2010 nella partita contro l'Inghilterra valida per la qualificazione all'europeo di categoria, subentrando a Gonçalves al 78'. Il primo gol con la maglia dell'Under-21 lusitana arriva invece il 3 giugno 2011, in un'amichevole contro i parietà austriaci.

## Filmografia
- 2015 - Una meravigliosa stagione fallimentare

## Statistiche

### Presenze e reti nei club
Statistiche aggiornate al 25 aprile 2017.
| Stagione            | Squadra             | Campionato          | Campionato | Campionato | Coppe nazionali | Coppe nazionali | Coppe nazionali | Coppe continentali | Coppe continentali | Coppe continentali | Altre coppe | Altre coppe | Altre coppe | Totale | Totale |
| Stagione            | Squadra             | Comp                | Pres       | Reti       | Comp            | Pres            | Reti            | Comp               | Pres               | Reti               | Comp        | Pres        | Reti        | Pres   | Reti   |
| ------------------- | ------------------- | ------------------- | ---------- | ---------- | --------------- | --------------- | --------------- | ------------------ | ------------------ | ------------------ | ----------- | ----------- | ----------- | ------ | ------ |
| 2009-2010           | Desportivo Aves     | SL                  | 30         | 13         | CP+CdL          | 1+2             | 0+0             |                    | -                  | -                  | -           | -           | -           | 33     | 13     |
| 2010-2011           | Everton             | PL                  | 0          | 0          | FACup+CdL       | -               | -               |                    | -                  | -                  |             |             |             | 0      | 0      |
| gen.-giu. 2011      | União Leiria        | PL                  | 12         | 4          | CP              | -               | -               |                    | -                  | -                  | -           | -           | -           | 12     | 4      |
| 2011-2012           | Everton             | PL                  | 0          | 0          | FACup+CdL       | -               | -               |                    | -                  | -                  |             |             |             | 0      | 0      |
| 2011-2012           | Vitória Setúbal     | PL                  | 16         | 3          | CP+CdL          | 1+4             | 0+1             |                    | -                  | -                  |             |             |             | 21     | 4      |
| 2012-2013           | Levski Sofia        | A-PFG               | 25         | 7          | CB              | 5               | 3               | UEL                | 2                  | 0                  |             | -           | -           | 30     | 10     |
| ago. 2013           | Levski Sofia        | A-PFG               | 2          | 0          | CB              | -               | -               | UEL                | 2                  | 0                  |             | -           | -           | 2      | 0      |
| Totale Levski Sofia | Totale Levski Sofia | Totale Levski Sofia | 27         | 7          |                 | 5               | 3               |                    | 4                  | 0                  |             |             |             | 36     | 10     |
| ago. 2013-2014      | Bari                | B                   | 40+3       | 6+2        | CI              | -               | -               | -                  | -                  | -                  |             |             |             | 43     | 8      |
| ago. 2014           | Bari                | B                   | -          | -          | CI              | 2               | 0               |                    | -                  | -                  |             | -           | -           | 2      | 0      |
| Totale Bari         | Totale Bari         | Totale Bari         | 43         | 8          |                 | 2               | 0               |                    |                    |                    |             |             |             | 45     | 8      |
| ago. 2014-2015      | Palermo             | A                   | 1          | 0          | CI              | -               | -               |                    | -                  | -                  |             |             |             | 1      | 0      |
| 2015-gen. 2016      | Paços de Ferreira   | PL                  | 12         | 0          | CP+CdL          | 1+1             | 0+1             |                    | -                  | -                  |             |             |             | 14     | 1      |
| gen.-giu. 2016      | Avellino            | B                   | 9          | 1          | CI              | -               | -               | -                  | -                  | -                  | -           | -           | -           | 9      | 1      |
| 2016-2017           | Salernitana         | B                   | 19         | 0          | CI              | -               | -               | -                  | -                  | -                  | -           | -           | -           | 19     | 0      |
| Totale carriera     | Totale carriera     | Totale carriera     | 166+3      | 34+2       |                 | 17              | 5               |                    | 4                  | 0                  |             |             |             | 190    | 41     |